# أمير السطح (مسلسل)
مسلسل أمير السطح (بالهانغل: 옥탑방 왕세자 | أكتابانغ وانغسيجا) هو دراما تلفزيونية كوميدية رومانسية خيالية من كوريا الجنوبية بثت في 2012. المسلسل من بطولة باك يو تشن، وهان جي من، وجونغ يو مي، وإي تاي سونغ، وإي من هو، وجنغ سوك وون، وتشوي وو شك. المسلسل يتحدث عن ولي عهد من سلالة جوسون ينتقل إلى المستقبل عبر الزمن بعد الوفاة الغامضة لزوجته، وفي المستقبل يلتقي بوجوه مألوفة له ويرى العديد من الأجهزة الحديثة ويكتشف العديد من الدسائس. بثت الدراما على إس بي إس ابتداء من 21 مارس إلى 24 مايو 2012 يومي الأربعاء والخميس في الساعة 9:55 مساء (21:55) لمدة 20 حلقة.

## القصة
قام تاي مو (إي تاي سنغ) بقتل ابن عمه في الولايات المتحدة ثم عاد إلى كوريا مدعياً أن ابن عمه تاي يونغ (باك يو تشن) فقد في مدينة نيويورك. في ذات الوقت كان لتاي مو علاقة حب سرية مع سي نا (جونغ يو مي) سكرتيرته والتي تلتقي بأختها غير الشقيقة باك ها (هان جي من) والتي لم تلتقيها منذ وقت طويل. كانت باك ها مفقودة في الولايات المتحدة لوقت طويل بعد أن تركتها أختها غير الشقيقة في شاحنة وأقفلت عليها.
بعد سنتين من اختفاء تاي يونغ ظهر أربعة رجال يلبسون ملابس عصر جوسون، حيث ظهر هؤلاء الأربعة على سطح منزل باك ها. لجوعهم وعدم امتلاكهم لمنزل وضياعهم في المدينة قرروا البقاء مع باك ها. يدعي قائد الأربع إي غاك (باك يو تشن) أنه ولي عهد جوسون وأن الثلاثة الآخرين سونغ مان بو (إي من هو) هو عالم، و«وو يونغ سل» (جنغ سك وون) هو الحارس الشخصي، ودو تشي سان (تشوي وو شك) هو الخصي. في أحد الأيام رأى ولي العهد السكرتيرة سي نا ولأنها كانت تصويراً حقيقياً لولية العهد التي غرقت في القرن الثامن عشر. اعتقد ولي العهد أن سي نا هي تناسخ لروح ولية العهد. في ذات الوقت رئيس الشركة السيدة يو (بان هيو جنغ) تخطئ بأن إي غاك هو حفيدها يونغ تاي يونغ لأن لهم نفس المظهر، حيث ظنت أن ابنها الضائع عاد مرة أخرى. يكتشف ولي العهد أنه انتقل بالزمن لثلاث مئة سنة في المستقبل إلى سنة 2012 في سول ليبحث عن الحقيقة خلف الوفاة الغريبة لولية العهد. يدعي ولي العهد أنه تاي يونغ ليتقرب من سي نا مساعدة الرئيسة يو الخاصة. في نفس الوقت يعيش تاي مو في خوف مستمر لأنه اعتقد أنه قتل ابن عمه بالفعل في نيو يورك، ويخاف أن يكشف تاي يونغ (إي غاك) عما حصل، والذي أنكر بدوره تذكره لأي شيء من ذلك اليوم. كان تاي مو يشعر بالغيرة دائماً من تفضيل تاي يونغ في العائلة عليه.
تصدم باك ها عندما تعلم بأن من يدعو نفسه ولي العهد هو في الواقع حفيد رئيسة الشركة. تتطور مشاعر باك ها تجاه إي غاك ولكنها تجرح عندما تعرف أنه ما زال يحمل مشاعر تجاه زوجته الراحلة، وأنه تقدم لسي نا شبيهتها. يعتقد إي غاك أيضاً في 2012 بأن زواجه من سي نا في المستقبل سيساعده في حل مشكلة وفاة ولية العهد في عصر جوسون.

## البث الدولي
انه يعرض حاليا على شاشة (mbc 4)
يعرض كل يوم في الساعة 17 بتوقيت السعودية

## روابط خارجية
- أمير السطح على موقع IMDb (الإنجليزية)
- أمير السطح على موقع نتفليكس (الإنجليزية)
- أمير السطح على موقع كينوبويسك (الروسية)
- أمير السطح على موقع قاعدة بيانات الفيلم (الإنجليزية)